# Stegastes
Stegastes là một chi cá vây tia thuộc Họ Cá thia. Tất cả thành viên của chi này đều sống ở ven biển, riêng Stegastes otophorus có thể sống ở cả môi trường nước lợ. Chúng là những loài cá nhiệt đới cỡ nhỏ sống xung quanh các rạn san hô và đá ngầm ở khắp Đại Tây Dương, Ấn Độ Dương và Thái Bình Dương. Vì bản tính hung hăng và tính lãnh thổ của Stegastes mà chúng rất khó hòa nhập với những loài cá khác trong bể cá cảnh, bù lại chúng lại là một loài dễ nuôi.

## Mô tả

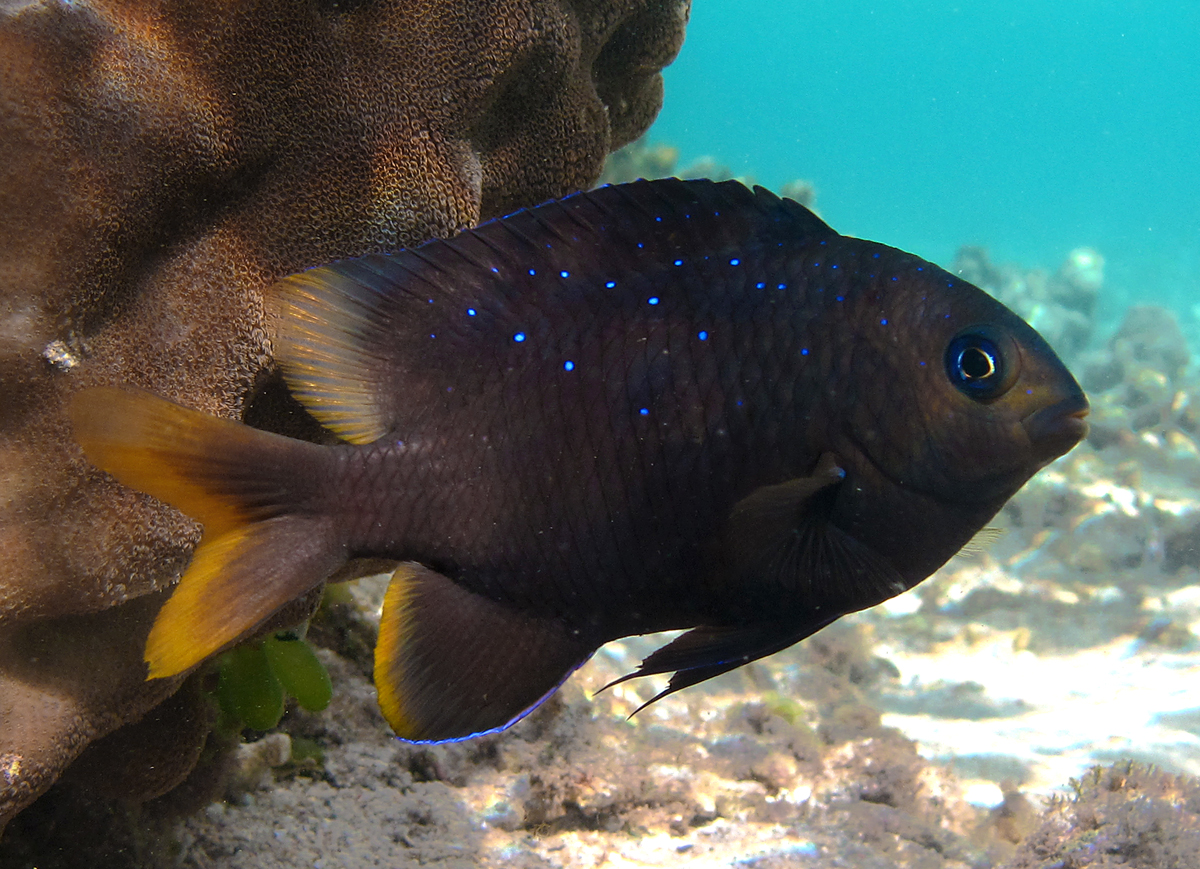
Stegastes pelicieri

Loài có kích thước lớn nhất trong chi là Stegastes acapulcoensis, với chiều dài tối đa khoảng 17 cm, trong khi chiều dài thấp nhất là khoảng 7,5 cm thuộc về Stegastes fuscus. Thành viên của chi này là loài cá thân sâu, cơ thể dẹt ngang với đuôi chẻ. Mõm ngắn, miệng nhỏ, mắt to. Đường bên không chạy hết chiều dài cơ thể và có những kẽ hở. Stegastes có duy nhất một vây lưng lớn; vây hậu môn có 2 - 3 ngạnh. Màu sắc thay đổi theo loài và đôi khi thay đổi ở những vùng địa lý khác nhau trong cùng một loài. Cá con có màu sắc sáng hơn và khác hoàn toàn so với vẻ ngoài của con trưởng thành.

## Tập tính
Stegastes chủ yếu ăn tảo, chiếm khoảng 90% khẩu phần ăn của chúng. Một số loài ăn các vụn hữu cơ và các loài động vật không xương sống. Chúng có tính lãnh thổ cao và luôn bảo vệ đám rong tảo của mình khỏi những loài cá khác. Hầu hết các loài Stegastes sống đơn độc, chỉ kết đôi vào mùa sinh sản; đôi khi hợp thành các nhóm nhỏ lỏng lẻo. Stegastes rất hung dữ và sẵn sàng tấn công bất cứ thứ gì di chuyển vào lãnh thổ của chúng, kể cả việc cắn các thợ lặn.
Vào mùa sinh sản, cá đực chuẩn bị một nơi làm tổ bằng việc dọn dẹp một phiến đá mịn, loại bỏ rong tảo, cát đá và xua đuổi những loài xung quanh như sao biển và nhím biển. Sau đó, nó sẽ báo hiệu sự sẵn sàng giao phối bằng cách thay đổi màu sắc sáng hơn. Nếu một con cá mái chấp nhận nó sẽ đẻ một lớp trứng và dính vào phiến đá kia. Con đực thụ tinh cho trứng xong và sau đó ở lại để bảo vệ trứng. Cá đực sẽ loại bỏ bất kỳ mảnh vụn nào dính vào trứng và những trứng không được thụ tinh. Cá đực dùng vây quạt vào trứng để cung cấp oxy cho phôi. Trứng nở trong khoảng một tuần, ấu trùng di chuyển trong nước như một sinh vật phù du. Khoảng một tháng sau, cá bột trải qua biến thái hoàn toàn thành cá con, và bắt đầu tìm lãnh thổ cho riêng mình.

## Các loài
38 loài sau được liệt kệ từ FishBase:
- Stegastes acapulcoensis (Fowler, 1944)
- Stegastes adustus (Castelnau, 1855)
- Stegastes albifasciatus (Schlegel & Müller, 1839)
- Stegastes altus (Okada & Ikeda, 1937)
- Stegastes apicalis (De Vis, 1885)
- Stegastes arcifrons (Heller & Snodgrass, 1903)
- Stegastes aureus (Fowler, 1927)
- Stegastes baldwini (Allen & Woods, 1980)
- Stegastes beebei (Nichols, 1924)
- Stegastes diencaeus (Jordan & Rutter, 1897)
- Stegastes emeryi (Allen & Randall, 1974)
- Stegastes fasciolatus (Ogilby, 1889)
- Stegastes flavilatus (Gill, 1862)
- Stegastes fuscus (Cuvier, 1830)
- Stegastes gascoynei (Whitley, 1964)
- Stegastes imbricatus (Jenyns, 1840)
- Stegastes insularis (Allen & Emery, 1985)
- Stegastes leucorus (Gilbert, 1892)
- Stegastes leucostictus (Müller & Troschel, 1848)
- Stegastes limbatus (Cuvier, 1830)
- Stegastes lividus (Forster, 1801)
- Stegastes lubbocki (Allen & Smith, 1992)
- Stegastes nigricans (Lacépède, 1802)
- Stegastes obreptus (Whitley, 1948)
- Stegastes otophorus (Poey, 1860)
- Stegastes partitus (Poey, 1868)
- Stegastes pelicieri (Allen & Emery, 1985)
- Stegastes pictus (Castelnau, 1855)
- Stegastes planifrons (Cuvier, 1830)
- Stegastes punctatus (Quoy & Gaimard, 1825)
- Stegastes rectifraenum (Gill, 1862)
- Stegastes redemptus (Heller & Snodgrass, 1903)
- Stegastes rocasensis (Emery, 1972)
- Stegastes sanctaehelenae (Sauvage, 1879)
- Stegastes sanctipauli (Lubbock & Edwards, 1981)
- Stegastes uenfi (Novelli, Nunan & Lima, 2000)
- Stegastes variabilis (Castelnau, 1855)
- Stegastes xanthurus  (Poey, 1860)